# Confederació Empresarial Valenciana
La Confederació Empresarial Valenciana és una organització empresarial de caràcter associatiu creada el 28 de setembre de 1977 amb la fusió de la Confederació Valenciana d'Empresaris, l'Agrupació Empresarial Independent i l'Agrupació Empresarial Valenciana. L'aprovació de la llei 19/77 que reconeixia la llibertat d'associació empresarial i liquidava formalment el Sindicat Vertical fou decisiva perquè es donara este pas.

## Història
El primer president de la confederació fou Vicente Iborra i entre els seus objectius es trobava consolidar la nova organització, millorar la imatge de l'empresari i fer escoltar la veu del col·lectiu i apropar-lo als sindicats.
La CEV, com és coneguda popularment, participà activament en la campanya de 1981 realitzant conferències i actes per a donar a conèixer els diferents programes econòmics. Més de 7000 empresaris participaren en els setanta-dos actes que s'hi feren.

El 16 de novembre del 1985 el Palacio de Deportes de Madrid fou testimoni de la participació de la CEV en el Dia de l'empresa espanyola organitzat per la CEOE. Milers d'empresaris de tot Espanya hi participaren i la CEV encapçalava la representació valenciana. Vicente Iborra alertà sobre la pèrdua de competitivitat de l'economia nacional respecte als països europeus als que Espanya s'integraria poc després. Iborra criticà la rigidesa del mercat del treball, les càrregues de la Seguretat Social i la fiscalitat global incontrolada que no afavoria l'estalvi i la inversió.
El 28 de gener de 1986 Vicente Iborra dimiteix i és substituït per Pedro Agramunt. Este nou president tindria com a objectiu unir l'empresariat valencià. Per aconseguir este fi, el 1989 organitza la primera cimera empresarial del País Valencià, que es coneixeria com la Cimera d'Oriola. Aquesta seria un èxit doncs per primera vegada les diferents organitzacions empresarials valencianes unirien la seua veu per reclamar una millora de les infraestructures i les condicions econòmiques.
Un mes després de la celebració presentà la seua dimissió com a president de la CEV i començà la seua carrera política a les files del Partit Popular. La CEV es comandada esta vegada a José Maria Jiménez de Laiglesia qui vorà com València i Madrid queden unides a través d'autovia.
Sota la seua presidència queden integrades totes les associacions empresarials en la Confederació Empresarial Valenciana i es crea CEPYMEV que recolzarà la menuda i mitjana empresa.
Dimitix el 1997 i s'obre un període electoral a la CEV amb dues candidatures, la de José Luis Sanchis Alcócer i la de Rafael Ferrando. Esta última s'imposa. Durant el manat de Rafael Ferrando la CEV s'obre a la Comunitat Valenciana a la resta d'Espanya culminant esta sèrie d'accions amb el nomenament de Ferrando com a president de la CEOE. Entre altres durant esta època s'inverteix en R+D+I i se signen una sèrie de convenis amb la Universitat Politècnica de València. Es potencia la CIERVAL i es dona un nou impuls a les relacions amb la Generalitat Valenciana. A més a més es potencia la creació de petites i mitjanes empreses.
L'actual president és José Vicente González i fou triat el 21 d'abril de 2005.
El desembre de 2011 Salvador Navarro Pradas fou elegit com a nou president de CEV. Durant el seu mandat CEV es va consolidar com una de les grans patronals de la Comunitat Valenciana. Però, el gener de 2018 l'hegemonia de CEV va ser qüestionada pel líder empresarial alacantí Cristóbal Navarro Sáez, fundador de Observatorio Económico de la Provincia de Alicante, en una carta enviada al Consell en què es mostrava crític amb la patronal valenciana.